# Аркадьев, Аркадий Иванович

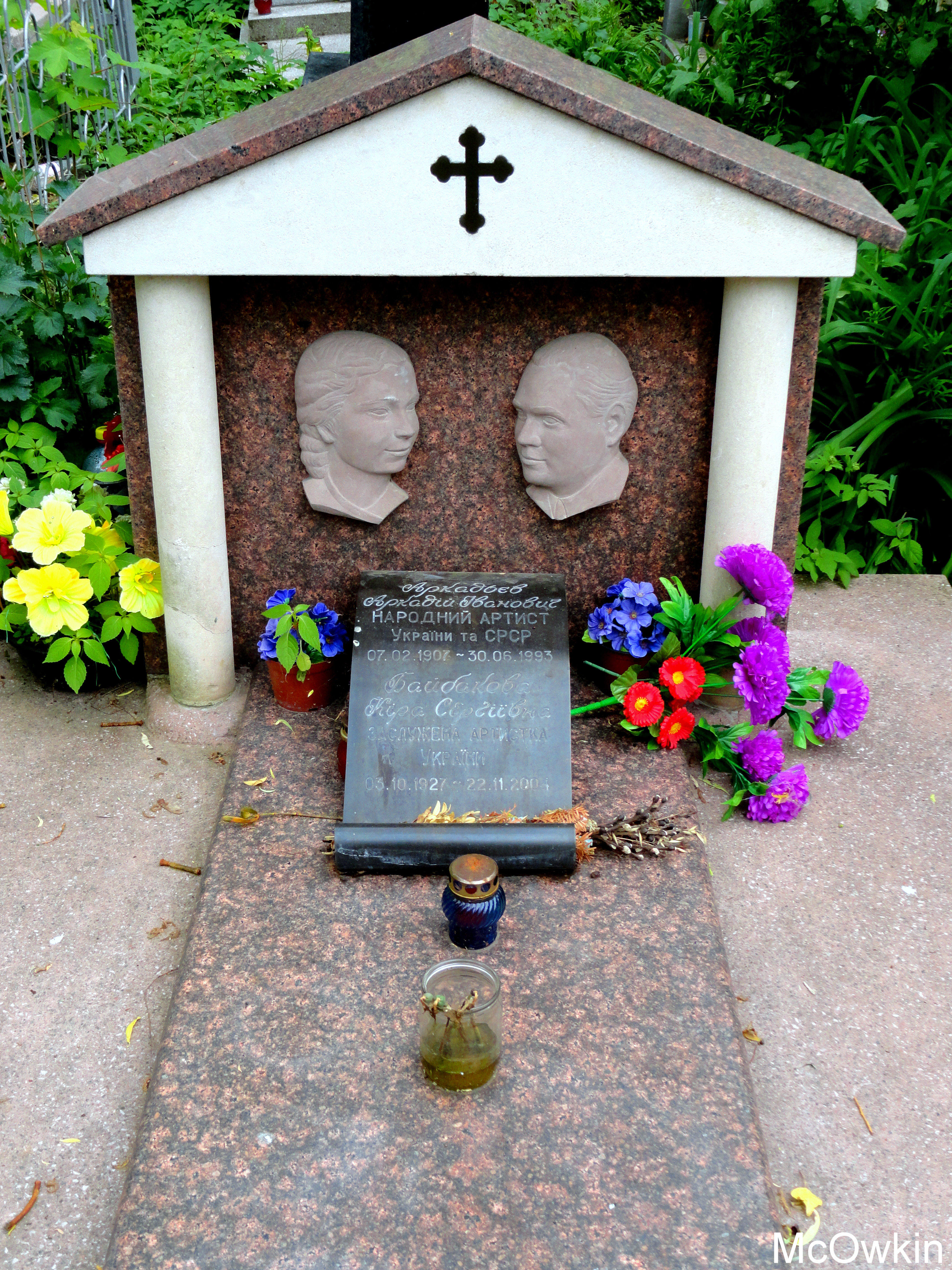
Могила А. И. Аркадьева на Лычаковском кладбище г. Львова

Аркадий Иванович Арка́дьев (укр. Аркадій Іванович Аркадьєв; настоящая фамилия — Кудерко; 1907—1993) — советский, украинский актёр, театральный режиссёр. Народный артист СССР (1977). Лауреат Сталинской премии третьей степени (1952).

## Биография
Родился 25 января (7 февраля) 1907 года (по другим источникам — 7 (20) февраля 1907) в Одессе (ныне в Украине).
В 1927 году окончил драматический факультет Одесского музыкально-драматического института (курс Л. Лазарева).
Сценическую деятельность начал в 1925 году в Одесском районном драматическом театре. В 1927—1932 годах — актёр Одесского русского драматического театра им. А. Иванова, в 1932—1935 — Днепропетровского театра русской драмы им. М. Горького.
В 1935—1944 годах — актёр и режиссёр Киевского русского драматического театра им. Л. Украинки и Театра Киевского военного округа. В 1944 году вместе с театром переехал в Одессу, где театр работал как театр Одесского военного округа. В 1954 году вместе с театром переехал во Львов, где театр получил новое название — Драматический театр Прикарпатского военного округа (ныне Львовский драматический театр имени Леси Украинки).
В кино — с 1939 года.
Умер 30 июня 1993 года во Львове. Похоронен на Лычаковском кладбище.

### Семья
- Первая жена — Александра Константиновна (1914—1986)
- Сын — Юрий (1941—2002)
- Вторая жена — Кира Сергеевна Байбакова (1927—2004), актриса Драматического театра Прикарпатского военного округа. Заслуженная артистка Украинской ССР. Похоронена рядом с мужем.

## Творчество

### Роли в театре
- «Прага остаётся моей» Ю. А. Буряковского — Юлиус Фучик
- «Парень из нашего города» К. М. Симонова — Луконин
- «Оптимистическая трагедия» Вс. В. Вишневского — Вожак
- «Бронепоезд 14-69» Вс. В. Иванова — Пеклеванов
- «Гроза» А. Н. Островского — Кудряш

### Постановки
- 1953 — «Порт-Артур» А. Н. Степанова и И. Ф. Попова
- 1954 — «Песня о черноморцах» Б. А. Лавренёва
- 1955 — «Кряжевы» В. В. Лаврентьева

### Фильмография
- 1939 — Всадники — министр
- 1939 — Моряки — Сергей Светлов, командир торпедных катеров
- 1941 — Семья Януш — Артём
- 1945 — В дальнем плавании — боцман Никифоров и морской царь Нептун
- 1946 — Сын полка — полковник
- 1947 — Голубые дороги — Калаченко, капитан 2-го ранга
- 1947 — Миклухо-Маклай — эпизод
- 1948 — Золотой рог — профессор Игнатьев
- 1958 — Лилея (музыкальный фильм)
- 1961 — Наш общий друг — Андрей Фомич, директор колхоза «Рассвет»
- 1963, 1964 — Русский лес — Василий Касьянович Кнышев
- 1967 — Твой современник — Степан Игнатьевич, министр
- 1972 — Длинная дорога в короткий день — Иван Фёдорович Скубейда, профессор медицины
- 1973 — Ни пуха, ни пера! — Фёдор Васильевич
- 1975 — Агония — М. В. Родзянко, председатель Государственной думы

## Награды и звания
- Народный артист Украинской ССР (1951)
- Народный артист СССР (1977)
- Сталинская премия третьей степени (1952) — за исполнение роли Юлиуса Фучика в спектакле «Прага остаётся моей» Ю. А. Буряковского
- Орден Трудового Красного Знамени (1960)
- Медаль «За доблестный труд в Великой Отечественной войне 1941—1945 гг.»
- Медали